# Le Secret des rois

Le Secret des rois est un roman de Steve Berry publié en 2013.

## Résumé
Malone et Gary ramènent le jeune Ian à Londres. Deux hommes enlèvent Gary. Blake dirige l'antenne européenne de la CIA. Kathleen (ex de Blake) est à la SOCA, FBI anglais. Ian a volé une clé USB un mois avant à Curry tué juste après. Blake cherche un secret de Henri VIII protégé par l'association Dédale. Kathleen apprend que Curry avait déchiffré le code du secret. Un diplomate anglais demande à Blake d'empêcher l'Écosse de libérer un terroriste libyen. Après Blake, l'association Dédale tente de décourager Kathleen. Malone consulte la clé. Blake lui ramène Gary. Blake dit que les ravisseurs étaient de Dédale. Kathleen rejoint les Malone et est arrêtée par Thomas (chef des services secrets anglais) que Ian reconnaît. Ils la libèrent et Malone lui dit que Blake veut prouver qu'Élisabeth Ire (fille d'Henri VIII) était un homme. Gary apprend que Fitzroy (fils d'Henri VIII) avait un fils qu'il a caché à son père. Thomas dit à Malone qu'ils ont négocié la libération du libyen contre du pétrole. Ian découvre que c'est le fils de Fitzroy qui s'est fait passer pour Élisabeth Ire, morte à 13 ans. Malone découvre qu'Élisabeth Ire est intervenue dans l'annexion de l'Irlande et que les américains voulaient se servir de sa fausse identité pour empêcher la libération du libyen. Kathleen tue Thomas. Blake meurt en voulant faire exploser les Malone que Kathleen sauve. La ministre anglaise de l'intérieur détruit toutes les traces du secret.

## Portraits d'ÉlisabethIreservant à illustrer les parties du livre

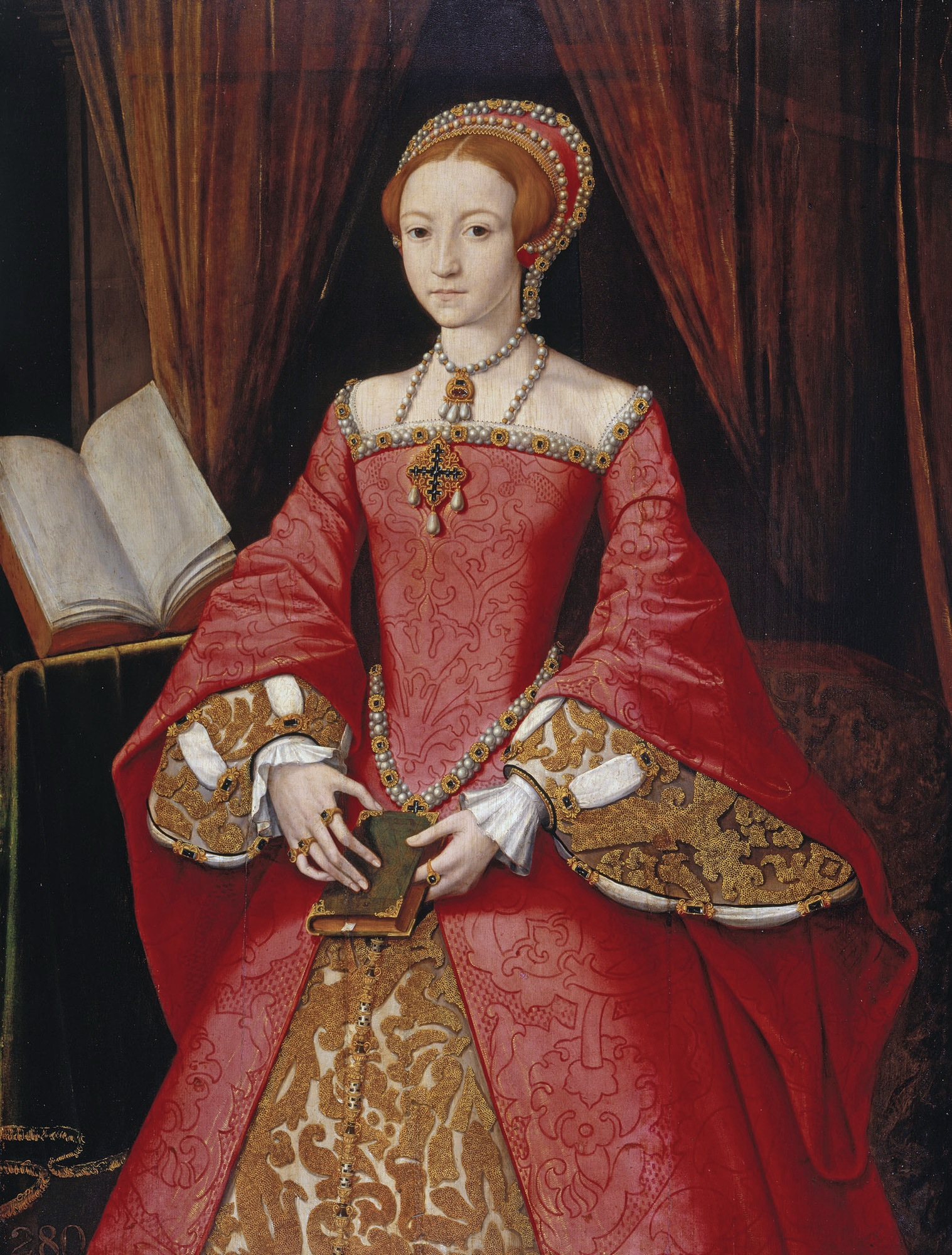
Portrait de la princesse Élisabeth Première partie
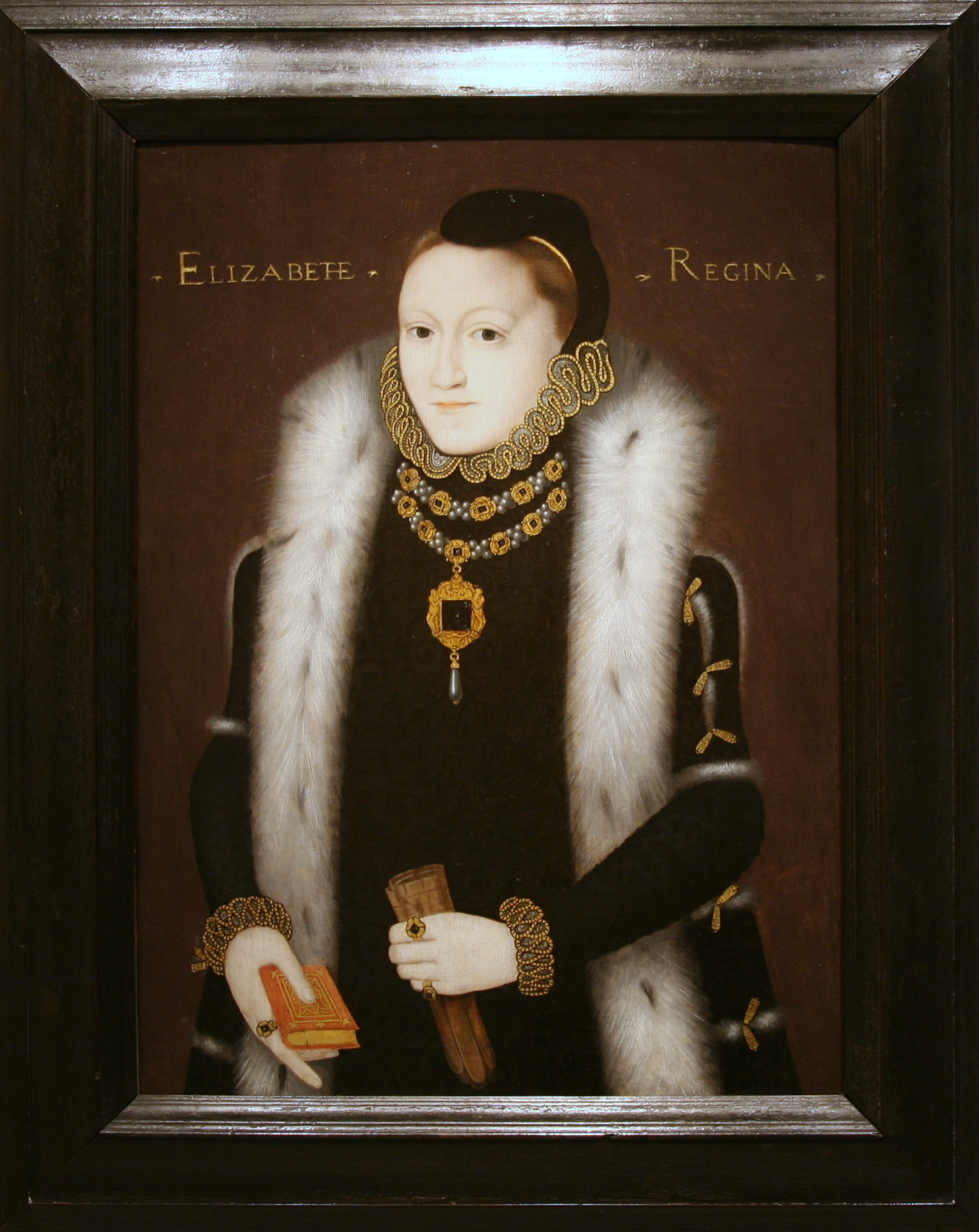
The Clopton portrait Deuxième partie
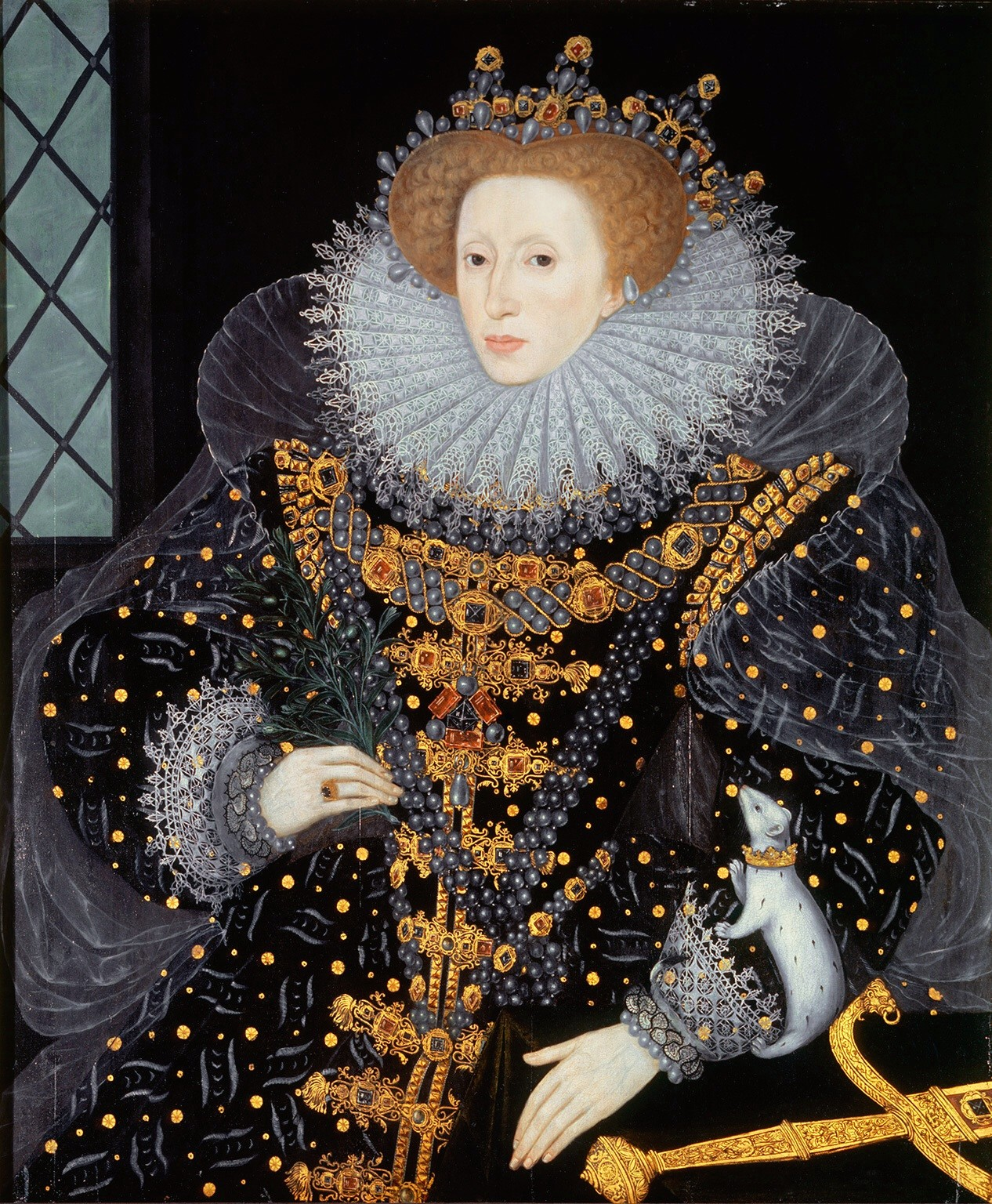
Portrait à l’hermine, attribué à William Segar Troisième Partie
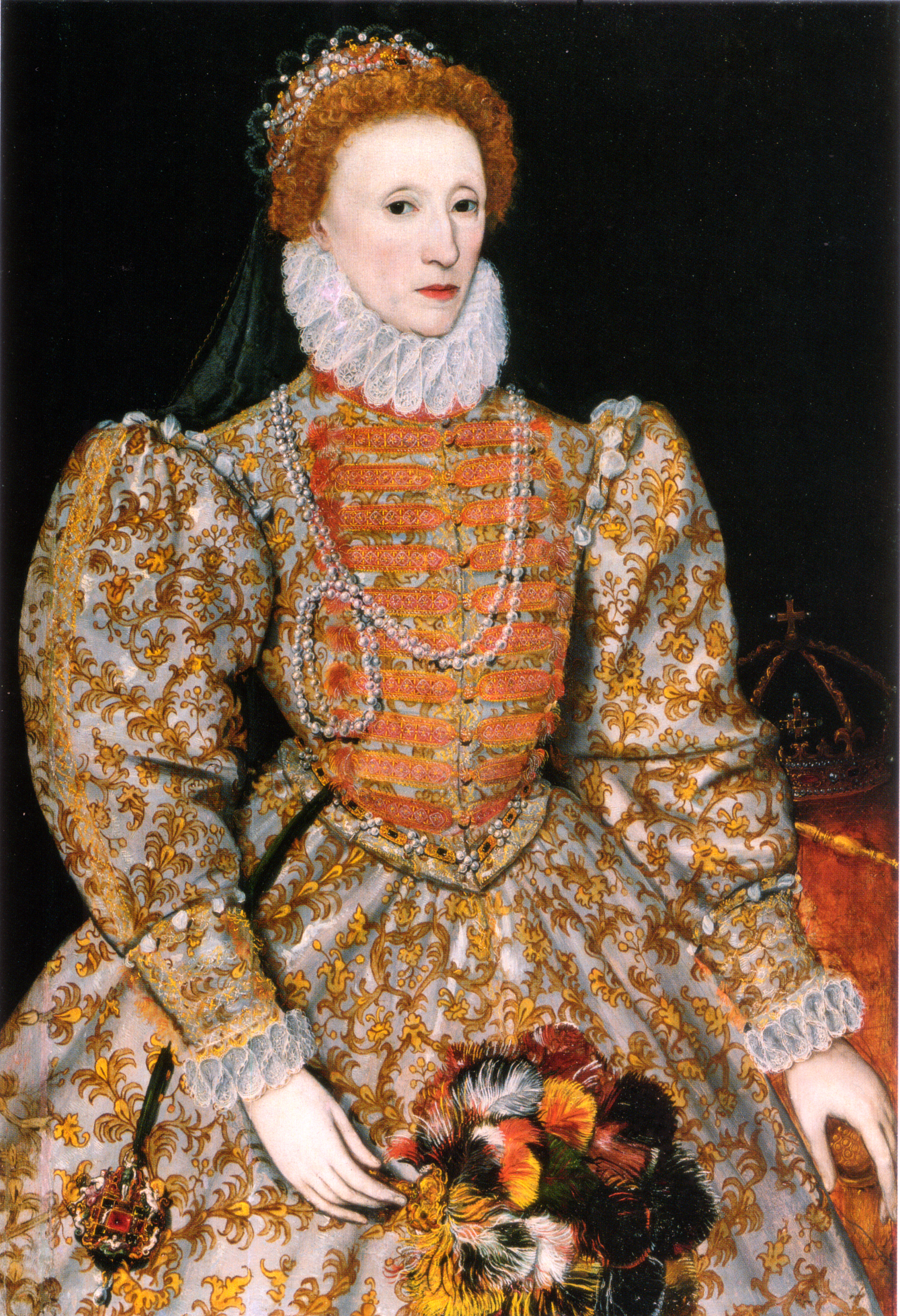
Le « Portrait Darnley » d'Élisabeth Ire, reine d'Angleterre Quatrième Partie
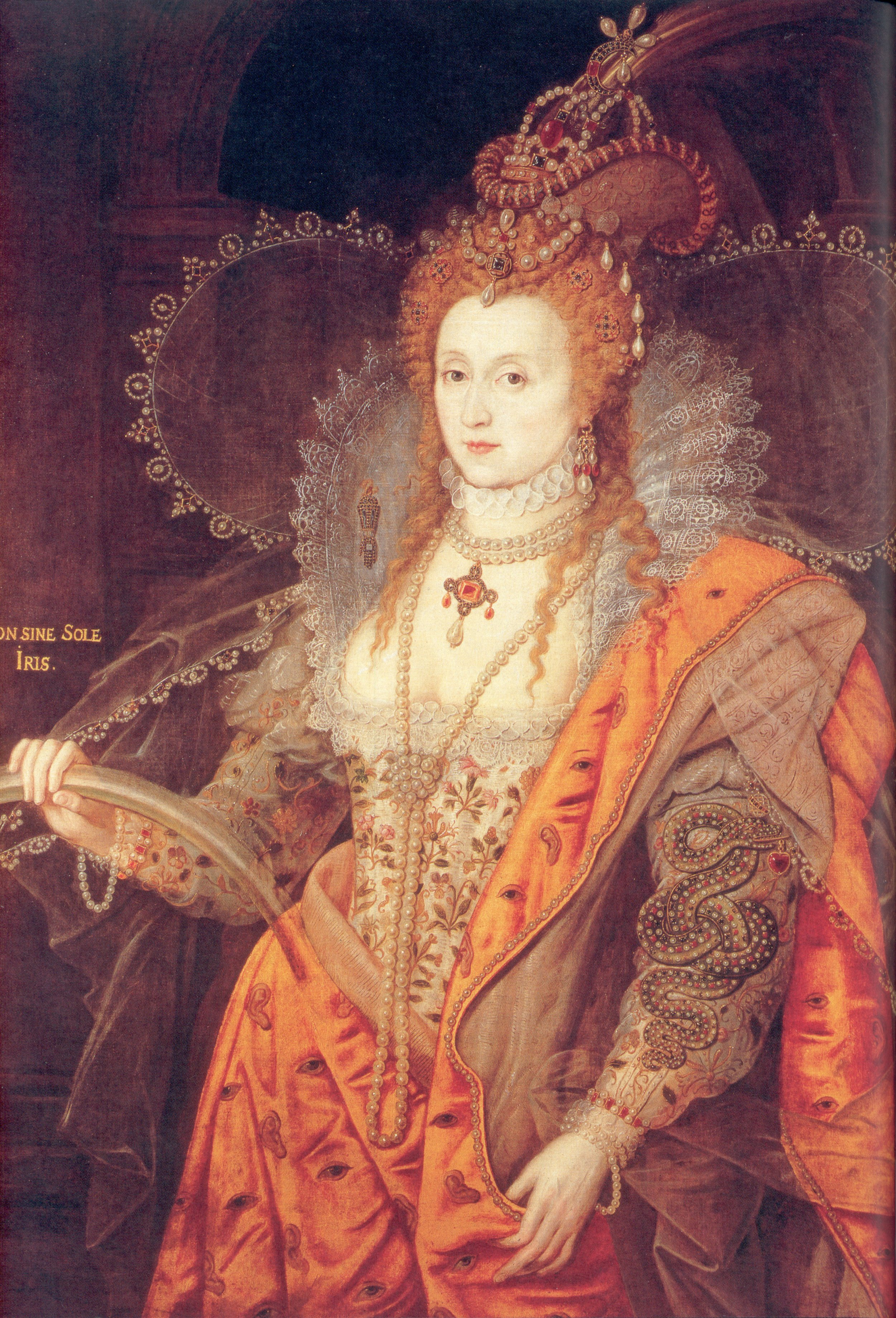
Portrait « arc-en-ciel » Épilogue